# 幌富繞道
幌富繞道（日语：／ Horotomi baipasu */?）是一條連接日本北海道幌延町至豐富町的道路，同時也是國道40號的繞道。
與道央自動車道等道路被規劃在北海道縱貫自動車道的路線內，終點接續豐富繞道。2010年3月14日通車。

## 外部連結
- 北海道開發局
  - 北海道開發局 稚内開發建設部
  - 北海道開發局 留萌開發建設部 （页面存档备份，存于）
- 北海道幌延町 （页面存档备份，存于）
- 北海道豐富町 （页面存档备份，存于）